# Juan Mendez
Juan Mendez (Montreal, Quebec, 23 de septiembre de 1981) es un exjugador de baloncesto de nacionalidad canadiense y dominicana que jugó en el equipo de la Universidad de Niágara entre 2001 y 2005. Actualmente es entrenador asistente del equipo de baloncesto de la Universidad McGill.

## Trayectoria

### Universidad
Mendez jugó cuatro temporadas con los Purple Eagles de la Universidad de Niágara, en las que promedió 18 puntos, 8.6 rebotes y 1.4 tapones por partido. En 2005, Mendez ganó el premio al Mejor Baloncestista Masculino del Año de la Metro Atlantic Athletic Conference tras promediar un doble-doble con 23.5 puntos y 10.6 rebotes por partido en su última temporada. Terminó su carrera universitaria con 2210 puntos y 1053 rebotes. Se convirtió en el segundo anotador de todos los tiempos de Niagara detrás de Calvin Murphy.

## Selección de Canadá
Mendez jugó con la selección canadiense en el torneo de baloncesto de los Juegos Panamericanos de 2003 y en el Campeonato FIBA Américas de 2007.